# Aeropuerto
|  | Per a altres significats, vegeu «Aeropuerto (pel·lícula de 1953)». |

Aeropuerto és un barri de Madrid integrat en el districte de Barajas. Té una superfície de 2.510,87 hectàrees i una població de 2.135 habitants (2009).
Limita al nord amb Alcobendas, a l'est amb Paracuellos de Jarama i San Fernando de Henares l'oest amb els barris de Corralejos, Timón, nucli històric de Barajas i Alameda de Osuna, i al sud amb Coslada i Rejas (San Blas-Canillejas). Comprèn el territori al voltant de l'aeroport de Barajas, delimitat al sud per l'avinguda d'Aragón i a l'est per l'avinguda de Logroño, l'avinguda de la Hispanidad i la carretera d'Alcobendas a Barajas.